# 让-雅克·雷吉斯·德·康巴塞雷斯

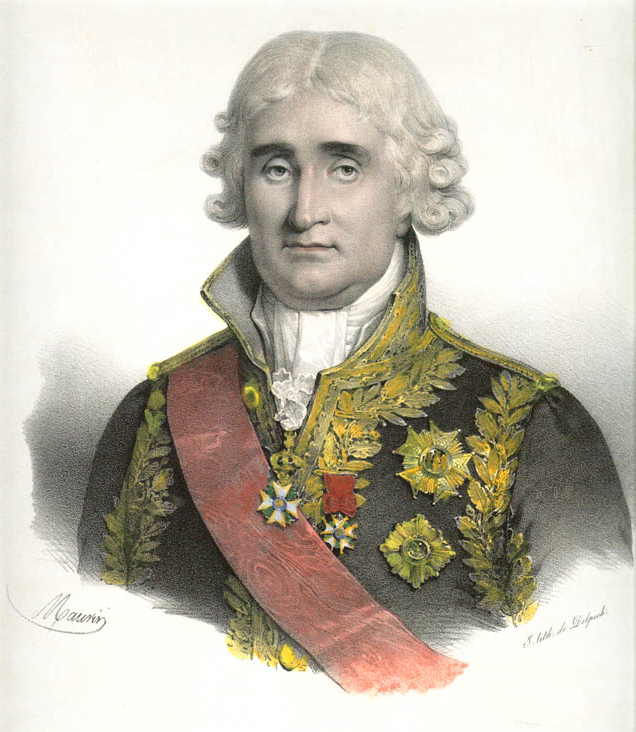
讓-雅克·雷吉斯·康巴塞雷斯，弗朗索瓦-塞拉芬·德尔佩什1830年版畫。

讓-雅克·雷吉斯·德·康巴塞雷斯（法語：Jean-Jacques-Régis de Cambacérès，法語發音：[ʒɑ̃ ʒak ʁeʒis də kɑ̃baseʁɛs]；1753年10月18日—1824年5月8日），第一代帕爾馬公爵，是法國大革命與法蘭西第一帝國期間的政治家和律師，也是著名的拿破崙法典的編輯者，它至今仍是法蘭西和許多大陸法系國家的民法基礎。

## 傳記
康巴塞雷斯出生於蒙佩利爾，法律系統長袍舊貴族的家庭。他的弟弟艾蒂安·于贝尔·德·康巴塞雷斯後來成為一名樞機主教。1774年，他習修法律畢業，繼承他父親在蒙彼利埃法庭作為財務和會計的參贊。1789年，他是法蘭西大革命的支持者並當選，如果政府加倍貴族代表名額，將成為蒙彼利埃貴族的一個額外代表，1789年法蘭西三級會議在凡爾賽宮舉行，但因代表名額沒有增加，他沒有席位。
1792年，他當選為國民公會埃罗省代表，1792年9月集會首要任務宣佈法蘭西共和國的成立。
在革命期間，康巴塞雷斯是一個溫和主義者。在審判國王路易十六時他抗議，國民公會沒有權力充當作為審判的法院，並要求國王應該有適當的協助機制為國王辯護。然而，當審判進行時，他和多數代表贊成對國王路易十六有罪的宣判，但建議刑罰應推遲到由立法機構批准後。
1793年，康巴塞雷斯一直擔任常規國防委員會的成員，但他始終不是由國防委員會演變成為後繼著名的公共安全委員會的成員，歷經恐怖統治及熱月政變，到1794年年底。在革命期間，他多半致力於立法的工作。在1795年，他作為外交官，並致力於談判實現與西班牙、托斯卡尼、普魯士和巴達維亞共和國的和平。
1795年政變取得權力後，康巴塞雷斯被認為是督政府五名督政官中過於保守的一個，他被排擠退出政壇。然而，1799年，革命進入一個較為溫和的階段，他成為司法部長。他支持1799年11月的霧月政變，設計建立穩定的憲政共和國新政權，使拿破崙·波拿巴掌握實權成為執政府的第一執政官。

## 拿破崙法典

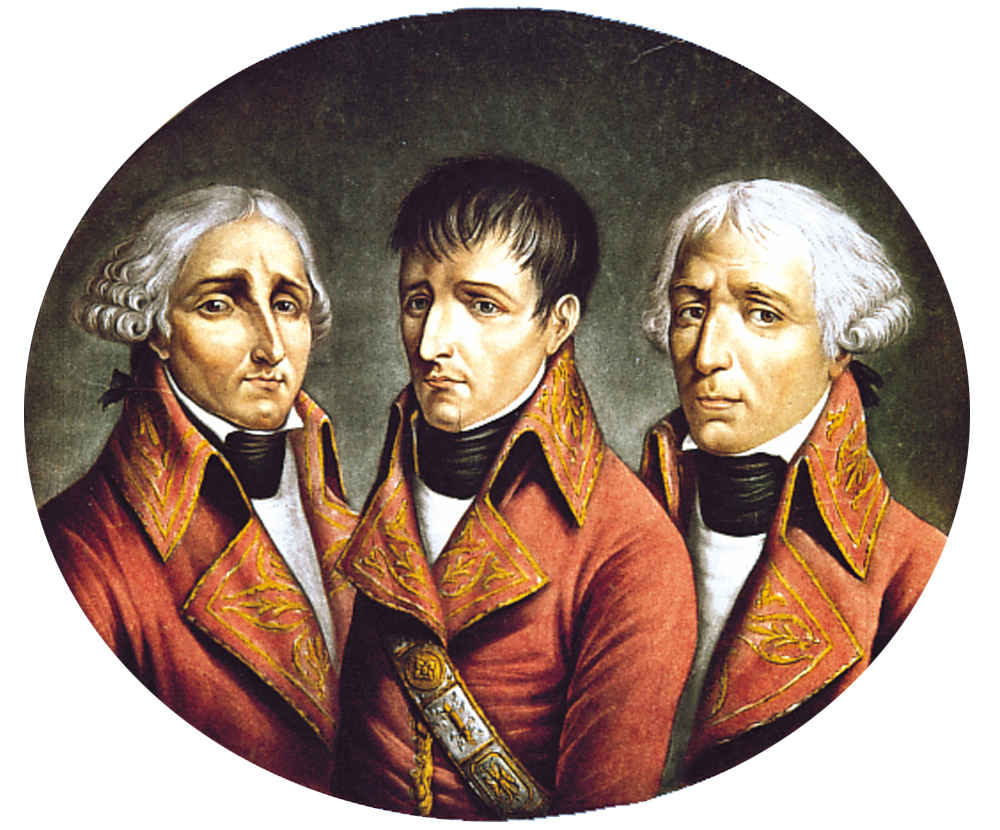
三位執政官的肖像，從左至右：讓-雅克·雷吉斯·德·康巴塞雷斯，拿破崙·波拿巴和夏尔-弗朗索瓦·勒布伦。

1799年12月，康巴塞雷斯被任命為在波拿巴之下的第二執政官。他的這個任命歸功於他的淵博法律知識以及他作為一個溫和共和主義的名聲。他在此期間，最重要的工作是制定一個新的民法法典，後來被稱為“法蘭西民法典”或“拿破崙法典”，法蘭西的最早的現代法典。1804年，這法典由波拿巴以皇帝拿破崙的名義頒佈。它是康巴塞雷斯和四名律師委員會的工作成績。
這部民法典是按羅馬法形式修訂的，有一些修訂延用來自法蘭西北部法蘭克人當時的巴黎習慣法。這部法典後來擴展到被拿破崙征服的波蘭、義大利、比利時、巴達維亞共和國、日耳曼西部和西班牙，並間接擴及西班牙殖民地的拉丁美洲。因此康巴塞雷斯的民法典在歐洲和美國法律史的影響深遠。現今在加拿大魁北克省和美國路易斯安那州仍然有效的運作當年版本架構。
這部法典涉及民法；隨後擴及刑法、刑事訴訟法和民事訴訟法。

## 性取向
一般相信，是因康巴塞雷斯使得同性戀在法蘭西是刑事除罪的，這是錯誤的。
在法蘭西大革命之前，雞姦一直是王室法條的死罪。刑罰是在火刑柱上燒死。然而，實際被起訴雙方合意的雞姦並處決的只有極少數，整個十八世紀，不超過五例。被警方逮捕的雞姦者，通常的情況是警告後釋放，或最多在監獄裡關押幾個星期或幾個月。雞姦的刑罰在1789年7月9日成立的國民制憲議會被廢除，當1791年修訂後的法蘭西刑法，擺脫各種源自宗教的罪行，包括褻瀆；因為沒有公開辯論，廢除的動機不清楚，類似於1917年發生沙皇俄羅斯革命的早期狀態。
康巴塞雷斯是一個同性戀，他的性取向是眾所周知的，他似乎並沒有作出任何努力來掩蓋它。他未婚，並保持與其他的單身漢交往。拿破崙的記錄提供了一些關於這個問題的笑話。 罗贝尔·巴丹戴尔曾在法蘭西國民議會在改革同性戀同意年齡辯論的演講中提到，康巴塞雷斯在巴黎皇家宮殿花園作為“同性戀者的豎笛”（tante Turlurette）而知名。
事實上，終止同性戀者的法律起訴，和康巴塞雷斯一點都不相干。起草拿破崙民法典，他確實發揮了關鍵作用，但這是一部民法典。1810年的刑法典，其中涵蓋性犯罪，是與他無關的。
1810年刑法典的作者有重新加入禁止男同性戀的法律的選項，但沒有如同蘇聯在最終完成的刑法典中加入，也沒有證據表明他們甚至考慮這樣做。最近的研究表明，這無關於康巴塞雷斯的影響。然而，拿破崙官方能夠也確實使用其他法律，以“有損社會公共禮儀”壓制同性戀的公開言論。然而，儘管員警監視和騷擾，在革命期間和拿破崙時代是同性戀者相對自由的時期，在歐洲開啟了當今法律容忍同性戀的時代。拿破崙的征服將拿破崙的刑法原則，包括同性戀合法化，在歐洲的許多地區強制實施，包括比利時、巴達維亞共和國、萊茵蘭和義大利。而其他國家則自主的遵循，例如，1813年的巴伐利亞州及1822年的西班牙。

## 後期生涯
盡管康巴塞雷斯不贊成拿破崙將權力都集中到自己手裡，但拿破崙仍在1804年5月18日宣佈成立法蘭西帝國。1804年6月2日到1815年7月7日，他始終出任拿破崙的高級職務：帝國的首席總理和參議院主席。他也成了帝國的公爵，1808年被封為帕爾馬公爵。拿破崙創建了2,200個貴族頭銜，他的公國是拿破崙創建沒有繼承意義的二十個榮譽公爵之一，1824年康巴塞雷斯死亡後終絕；而且罕見是它的創建並非出於拿破崙自己共主邦聯的義大利王國而是義大利半島的其他部分。
在拿破崙的革命政權統治下，他是溫和的力量，反對冒險行動，如1812年的入侵俄羅斯。當拿破崙日益癡迷於軍事事務，康巴塞雷斯成為法蘭西政府內政“事實”的首腦，由於法蘭西經濟形勢日益惡化，不可避免地這職位使他越來越不受歡迎。他對生活的高品味，引起敵意的批評。雖然因拿破崙戰爭末期的強制徵兵導致越來越的怨恨，儘管如此，他的正義及政府運作的節制使他得到讚揚。
1814年，法蘭西帝國崩潰，康巴塞雷斯退休過著他私人生活，但1815年在拿破崙短暫奪回權力後，他被召回。當波旁再度復辟，他的革命活動使他面臨被逮捕的危險，1816年他被法蘭西驅逐。基於他反對處決路易十六的事實，1818年5月恢復了他作為法蘭西公民的權利。1815年以後，康巴塞雷斯使用康巴塞雷斯公爵的稱號，而帕爾馬公國移轉給在法蘭西帝國崩潰後的前皇后瑪麗·路易莎。他是法蘭西學術院的院士，往後平靜地住在巴黎，直到他在1824年去世。

## 共濟會
1775年康巴塞雷斯在蒙彼利埃獲准加入“忠實的朋友”支會（the lodge of "Les Amis Fidèles"）。拿破崙統治時期，他由皇帝指派監控法蘭西的共濟會。從1805至15年，他是拿破崙哥哥約瑟夫·波拿巴，法兰西大东方社的助理，並經營法蘭西共濟會在革命後的重生。在他的任內，創建了超過1,200個支會。
1999年，法蘭西的男同性戀和女同性戀共濟會建立了兄弟協會稱為”康巴塞雷斯的孩子” 。

## 外部連結
- （法文） The House of Cambacérès（页面存档备份，存于）
- （法文） French Council of State website on Cambacérès
- The Code Napoléon

| 官衔                                                      | 官衔                                                                                                  | 官衔                               |
| --------------------------------------------------------- | --- | ---------------------------------- |
| 前任： 三個臨時執政 拿破崙·波拿巴 罗歇·迪科 約瑟夫·西哀士 | 法國國家元首 第二執政官, 以及: 拿破崙·波拿巴 (第一執政官) 夏尔-弗朗索瓦·勒布伦 (第三執政官) 1799–1804 | 繼任： 拿破崙一世 (作為法蘭西皇帝) |